# 영산회상도
영산회상도(靈山會相圖)는 부처님이 영취산에서 불법을 전하는 모습을 그린 그림을 가리키는 말이다.

## 목록
- 쌍계사 팔상전 영산회상도: 보물 제925호
- 영동 영국사 영산회상도: 보물 제1397호
- 대구 파계사 영산회상도: 보물 제1214호
- 울진 불영사 영산회상도: 보물 제1272호
- 합천 해인사 영산회상도: 보물 제1273호
- 양산 통도사 영산회상탱: 보물 제1353호
- 부산 동아대학교 영산회상도: 보물 제1522호
- 영천 봉림사 영산회상도 및 복장유물: 보물 제1612호
- 안동 봉정사 영산회상벽화: 보물 제1614호
- 구미 수다사 영산회상도: 보물 제1638호
- 경주 불국사 영산회상도 및 사천왕 벽화: 보물 제1797호
- 대구 동화사 대웅전 석가영산회상도: 대구광역시 유형문화재 제62호
- 부산 범어사 대웅전 영산회상도: 부산광역시 유형문화재 제67호
- 기장 장안사 대웅전 석가영산회상도: 부산광역시 유형문화재 제87호
- 기장 장안사 응진전 석가영산회상도: 부산광역시 유형문화재 제88호
- 홍천 수타사 영산회상도: 강원도 유형문화재 제122호
- 서울 진관사 영산회상도: 서울특별시 유형문화재 제145호
- 공주 마곡사 영산회상도: 충청남도 유형문화재 제191호
- 수원 청련암 영산회상도: 경기도 유형문화재 제221호
- 서울 봉은사 영산회상도: 서울특별시 유형문화재 제237호
- 안성 칠장사 대웅전영산회상도: 경기도 유형문화재 제239호
- 나주 죽림사 극락전 영산회상도: 전라남도 유형문화재 제301호
- 영광 불갑사 팔상전 영산회상도: 전라남도 유형문화재 제307호
- 진주 청곡사 영산회상도: 경상남도 유형문화재 제349호
- 의성 정수사 영산회상도: 경상북도 유형문화재 제371호
- 부산 마하사 영산회상도: 부산광역시 문화재자료 제15호
- 부산 마하사 응진전 영산회상도: 부산광역시 문화재자료 제16호
- 부산 연등사 영산회상도: 부산광역시 문화재자료 제33호
- 부산 복천사 석가영산회상도: 부산광역시 문화재자료 제35호
- 남해 용문사 건양2년영산회상탱: 경상남도 문화재자료 제347호

## 같이 보기
- 제목에 "영산회상도" 항목을 포함한 모든 문서

| Disambiguation icon | 이 문서는 명칭이 같고 같은 종류에 속하는 여러 대상을 연결하는 색인 문서입니다. |